# Mikołaj Łęczycki
Mikołaj Łęczycki, em latim Nicolaus Lancicius (10 de dezembro de 1574, Nieśwież, hoje Bielorrússia - 30 de março de 1653, Kaunas) foi um teólogo católico, místico e jesuíta polonês.

## Obras
- Insignis conversio Mariae Bonaventurae, monialis Romanae
- De officiis sacerdotum
- De conditionibus boni superioris
- Dissertatio historica et theologica de praestantia Instituti Societatis Iesu
- De recta traducenda adolescentia
- De exteriore corporis compositione
- De humanarum passionum dominio